# Arnmødinge
Arnmødinge, Arnmødling, Arnmødlingætten, Arnunge-ætten o Arneungeætta una dinastía legendaria, un clan nórdico en Giske, Møre, Noruega durante la Era vikinga. Una rama menor de Giskeätten, que tuvieron relevancia durante el reinado de Olaf II el Santo, tanto por su amplia influencia exterior como por su oposición a la corona. El patriarca del clan fue Arne Arnmodsson y uno de sus hijos Torberg Arnesson casó con Ragnhild Erlingsdatter (n. 992), hija de Erling Skjalgsson que encabezaba a los poderosos Solaætta, y de esa unión nacería Thora Thorbergsdatter (n. 1020-25) que sería segunda esposa de Harald Hardrada.
La dinastía fue fundada por Finnvid fundne Ørnsson, un personaje que solo aparece en la saga Arnmødlinga (Arnmødlingatal). El origen es incierto ya que la leyenda cita que Finnvid fue encontrado en un nido de águila, envuelto en un pañuelo de seda, de ahí su patronímico en nórdico antiguo, Ørnsson (hijo de águila). Según la saga tuvo un hijo, Thorarinn bullibak Finnvidsson (881 - 912), padre de Nerid den Gamle (apodado el Viejo, jarl de Telemark, n. 920) y de Arnvid Thorarinsson (913 - 1000).
Los Arnmødinge dominaron el territorio de Møre og Romsdal desde el siglo X hasta 1582. Como la mayoría de los clanes familiares nórdicos remontan sus orígenes a leyendas, es dífícil asegurar la certeza de los primeros patriarcas y caudillos. La primera referencia se remonta a la figura del jarl Arnmod (hijo de Arnvid Thorarinsson), que cayó en combate en la batalla de Hjörungavágr. Diversas sagas nórdicas afirman que Torberg Arnesson era sin duda un Arnmødinge, descendiente de sexta generación. 
Un hijo de Nerid den Gamle, Øyvind jarl, luchó junto a Kjotve el Rico en la batalla de Hafrsfjord. Algunos historiadores ven esta alianza como un indicativo que el origen del clan tiene sus raíces en el reino de Agder. Tras la derrota, el hijo de Øyvind jarl, Orm den gamle (apodado el Viejo) fue uno de los forzados al exilio y que apostaron por colonizar Islandia.
Vígleikur Árnason, que persiguió y acabó con la vida de Aslak Fitjaskalle, el asesino de Erling Skjalgsson, pertenecía a los Arnmødinge.
No se debe confundir Finnvid fundne con otro personaje con el mismo nombre, Finnvid Ørnsson (n. 865), también de Giske, hijo de Ørn Finnsson y nieto de Finn svade [Svåse] Aunsson, de Hadeland. Finn svade era hijo de Orn Hyrna Thorisson, uno de los ancestros de Erling Skjalgsson.